# Anton Losenko
Anton Pavlovitsj Losenko (Russisch: Антон Павлович Лосенко) (Gloechov, 10 augustus 1737 - Sint-Petersburg, 4 december 1773) was een Russische schilder.

## Leven en werk
Losenko werd geboren in een familie van Russische koopman Pavel Yakovlevich Losev. Hij was al jong wees en werd als zevenjarige naar Sint-Petersburg gezonden om opgeleid te worden tot koorzanger. In 1753 raakte hij zijn stem kwijt, maar hij had al laten zien te kunnen schilderen. Hij werd in de leer gestuurd bij schilder Ivan Argoenov. In 1758 werd hij toegelaten als student aan de Keizerlijke Academie van Beeldende Kunsten in Sint-Petersburg.
Als een van de eerste Russische studenten kreeg hij in 1760 een beurs. Hij trok naar Parijs waar hij studeerde bij Jean Restout jr. Tussen 1766 en 1769 verbleef hij in Italië, waar hij met name het werk van Rafaël bestudeerde.
In 1769 keerde Losenko terug naar Sint-Petersburg, waar hij dankzij zijn schilderij van Vladimir en Rogneda werd toegelaten tot de Academie. Hij werd professor en in 1772 directeur van de Academie. In deze periode schreef hij zijn werk Korte uitleg van de menselijke proporties, dat ook na zijn dood nog aan de Academie werd gebruikt. Hij overleed op 36-jarige leeftijd.
Bijna 200 jaar na zijn overlijden, in 1972, werd Losenko's portret van de acteur Fjodor Volkov gebruikt voor een Russische postzegel.

## Galerij

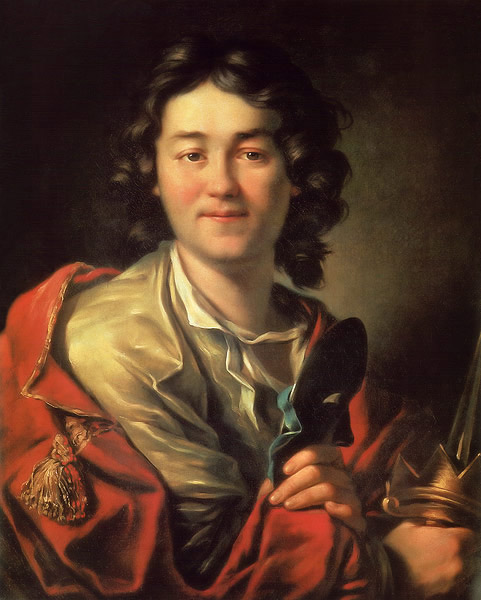
Fjodor Volkov (1767)
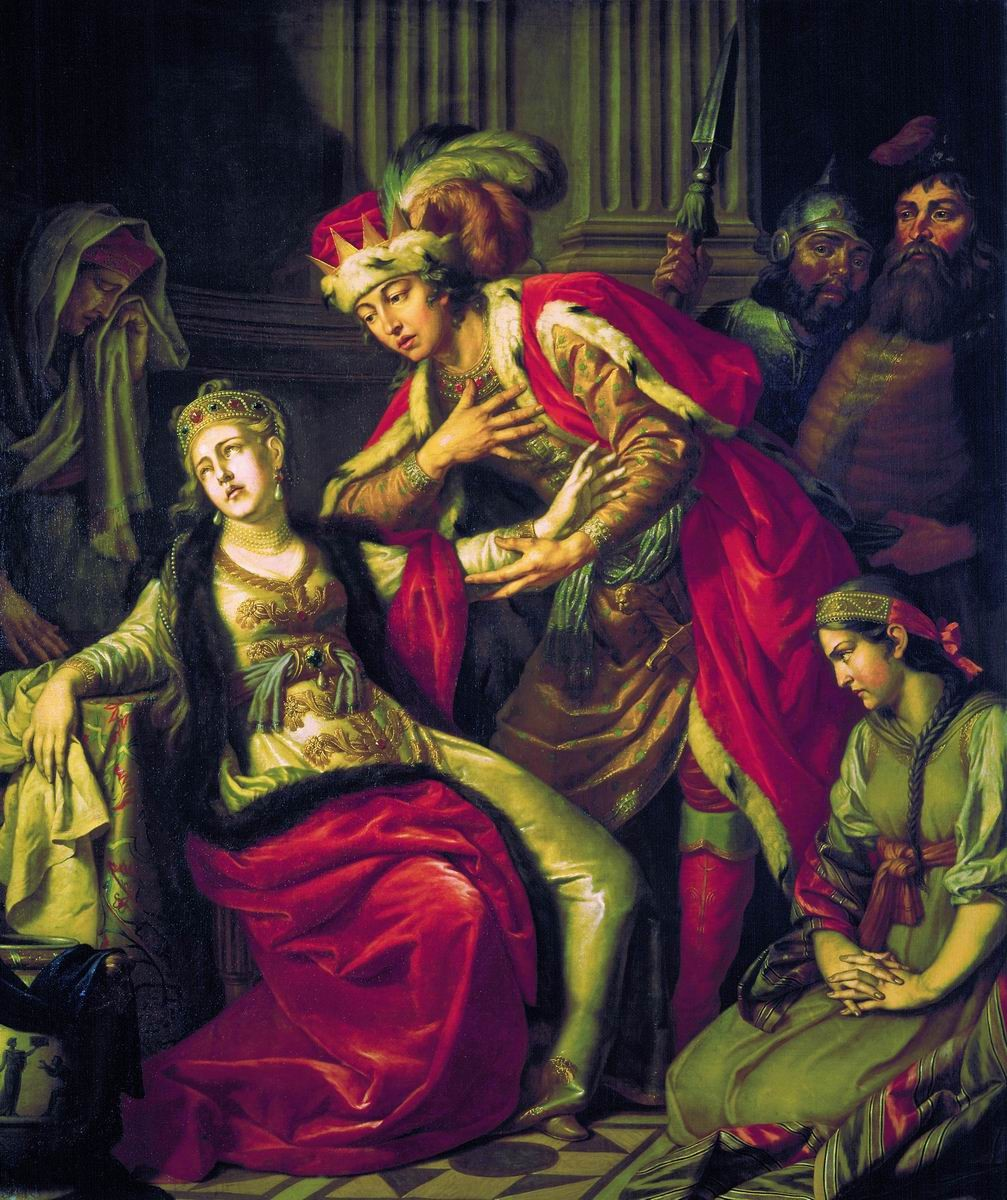
Vladimir en Rogneda (1770)
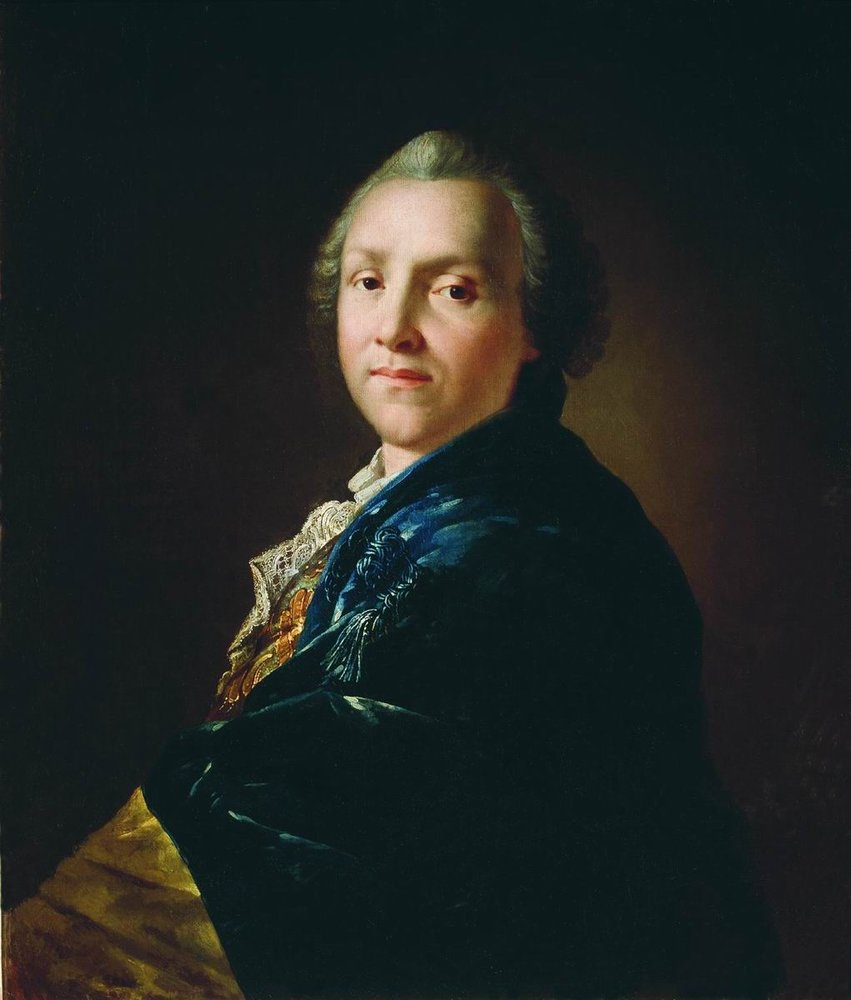
Aleksander Soemarokov
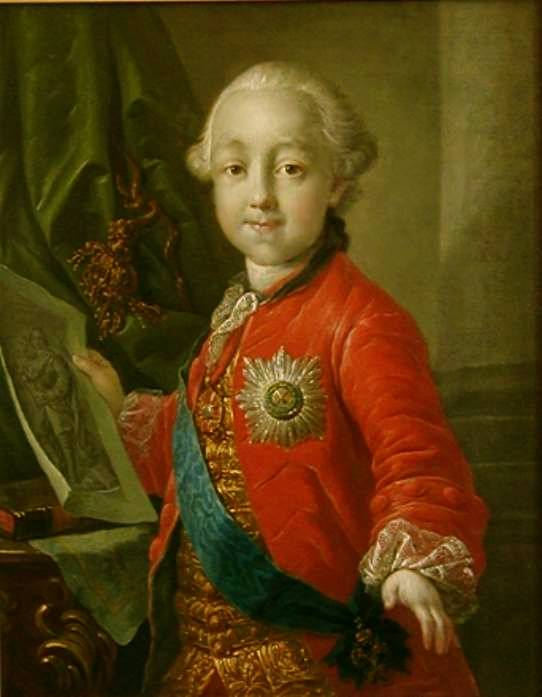
Paul van Rusland